# Gebesee
Gebesee ist eine Landstadt im Landkreis Sömmerda in Thüringen (Deutschland). Gebesee ist Mitglied und Sitz der Verwaltungsgemeinschaft Gera-Aue. Die Stadt liegt im fruchtbaren Thüringer Becken, etwa 17 Kilometer nördlich von Erfurt.

## Geografie
Nördlich von Gebesee mündet die Gera, die am Ostrand der Stadt entlang fließt, in die Unstrut. Gebesee liegt an der Bundesstraße 4. Nahe Gebesee verläuft die Bahnstrecke Erfurt–Nordhausen.

## Geschichte

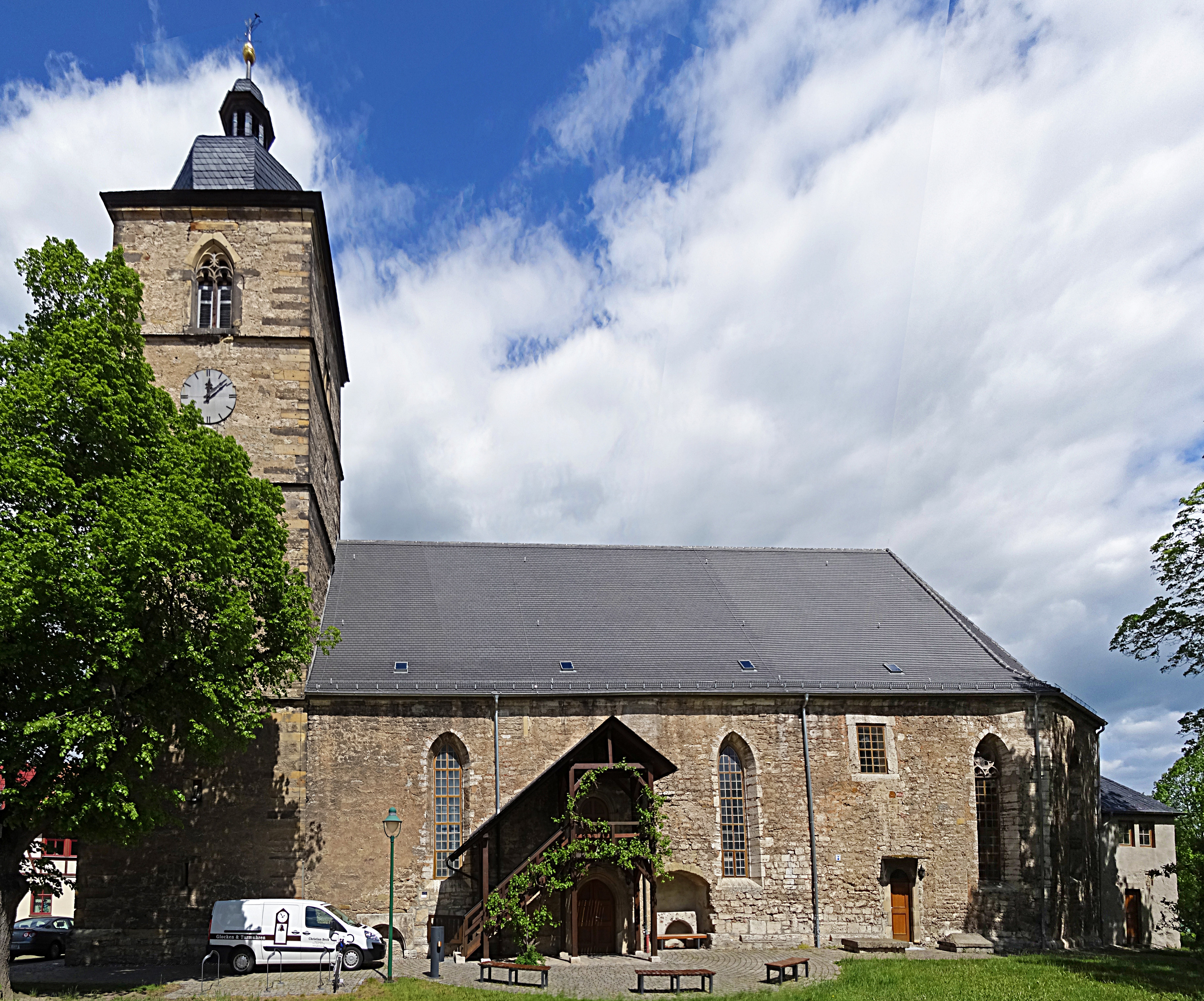
Stadtkirche St. Laurentius

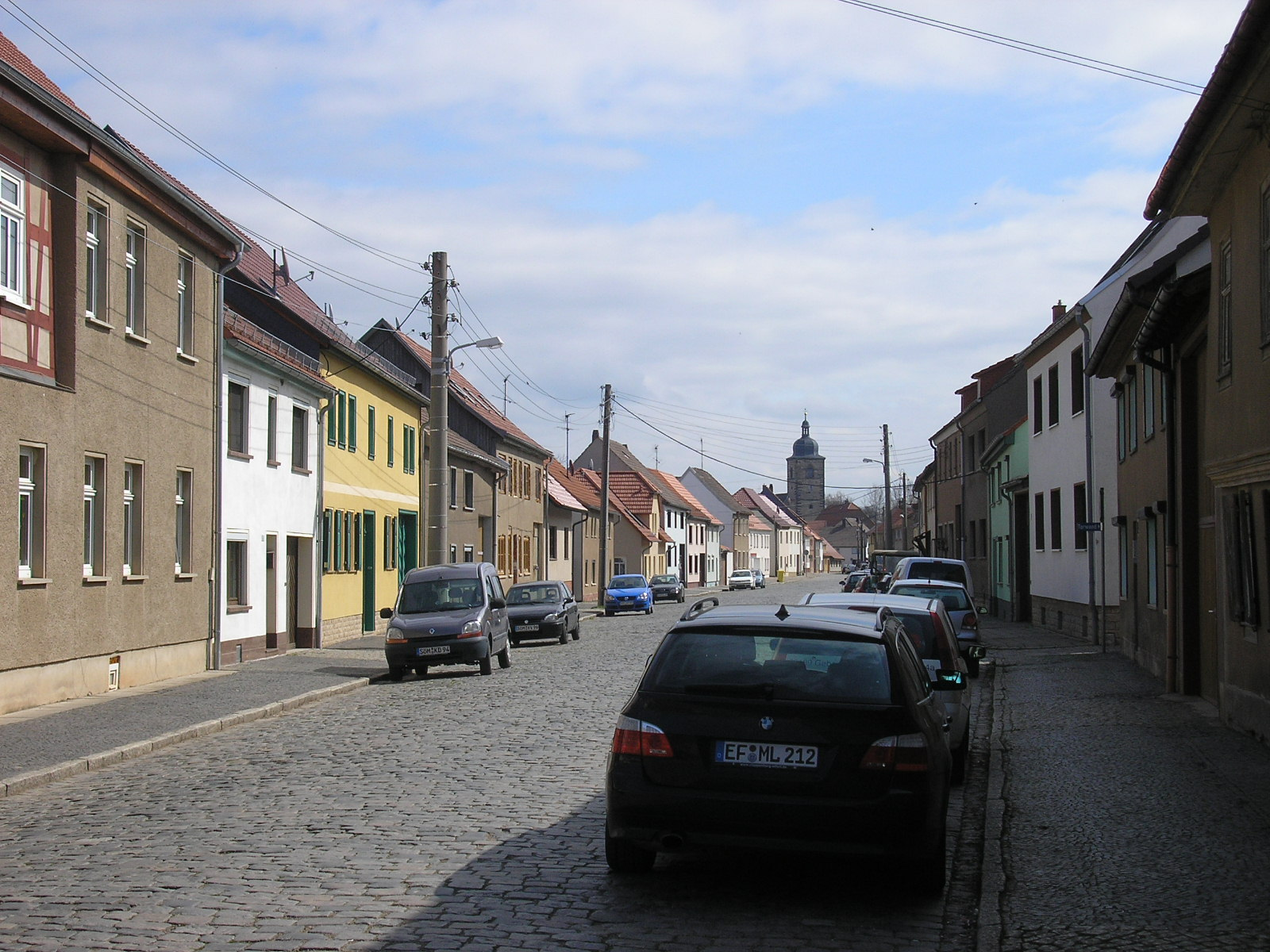
Typische Straße der Altstadt

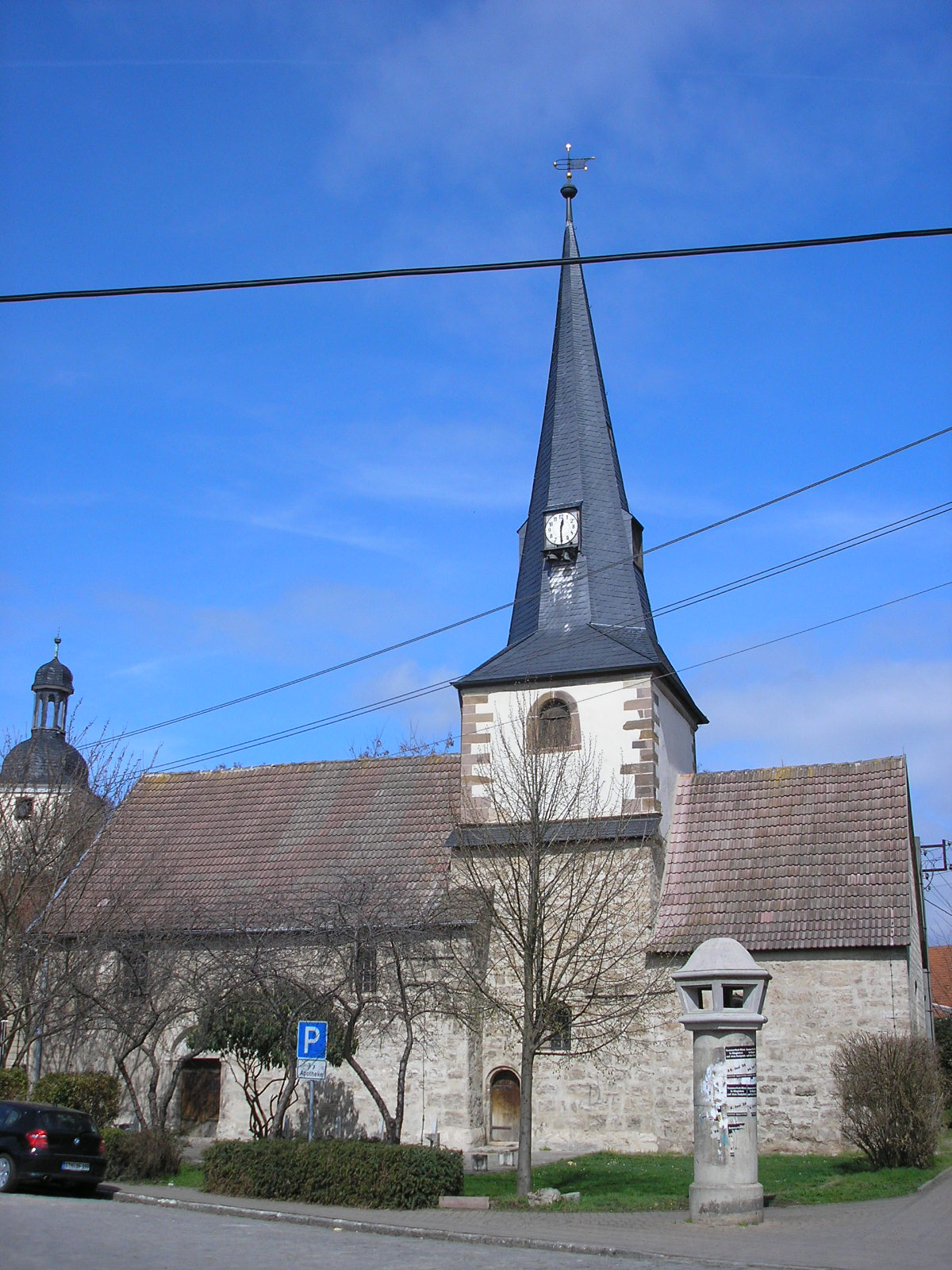
Katharinenkirche

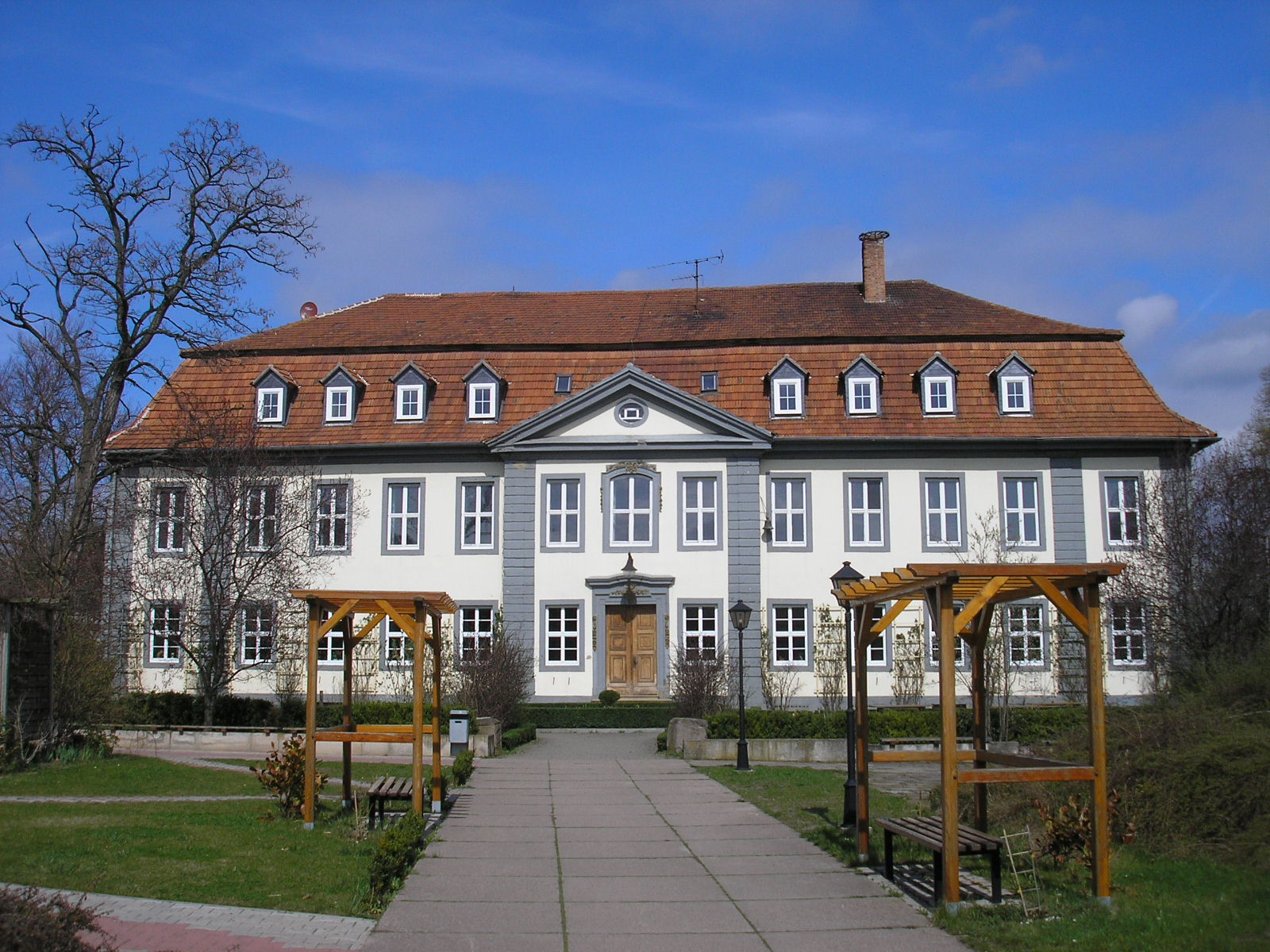
Schloss Gebesee

Gebesee hatte seit dem ausgehenden Mittelalter Rechte eines Fleckens und soll 1638 offiziell die Stadtrechte erhalten haben. Einen Nachweis dafür gibt es nicht, daher wurde Gebesee amtlicherseits weiterhin als Marktflecken (1642) oder Churfürstl. Sächßisch Schriftsäßig Dorf (1687) oder Adelig. Flecken (1829) bezeichnet. Trotzdem verfügt der Ort über eine ehemals befestigte Altstadt. Mit einer Fläche von rund 35 Hektar gehört sie sogar zu den größeren Altstädten in Thüringen, wobei der Raum innerhalb der Mauer nie vollständig und dicht bebaut wurde. Diese Charakteristik weisen auch einige benachbarte Städte im Thüringer Becken auf, wobei sie in Gebesee mit seinen breiten Straßen und deutlich unter 2000 Einwohnern in der Altstadt besonders stark zutage tritt. Gebesee war eine Ackerstadt ohne bedeutenden Handel, sodass die Altstadtbebauung eher schlicht ist. Sehenswert sind die gotische Stadtkirche St. Laurentius, die romanische Katharinenkirche und das aus zwei Gebäudekomplexen bestehende Schloss.

### Mittelalter
Bereits um 731 soll der Missionar Bonifatius Gebesee besucht und auf dem nahe gelegenen Klausberg eine Kapelle errichtet haben. Zu Beginn des 9. Jahrhunderts wurde Gebesee in einem Verzeichnis der Güter des von Erzbischof Lullus († 786) von Mainz gegründeten Klosters Hersfeld als Gebise erwähnt. Im Jahr 1073 fand auf der Tretenburg ein Landtag statt, bei dem sich Sachsen und Thüringen zu einer Allianz gegen Heinrich IV. verbündeten. Die Tretenburg wurde auf Befehl des römisch-deutschen Königs Rudolf I. im Jahr 1290 zerstört. Am 24. Juni 1375 wurde das Schloss Bärenstein von Herzog Otto von Braunschweig belagert. Die Belagerung konnte durch Landgraf Balthasar von Thüringen beendet werden. Während der Belagerung wurde die Bonifatiuskirche in Brand gesteckt, in den folgenden Jahren aber wiederaufgebaut.
Die ritterliche Familie „von Gebese“, die mit Henricus de Gebesehe um das Jahr 900 erstmals urkundlich erwähnt wurde, entstammt dem Ort und hatte hier ihren Stammsitz. Der Klausberg, 1 km nördlich von Gebesee, war Reisestation der deutschen Könige. Dort befand sich an strategisch günstiger Stelle eine Anlage aus dem 10. Jahrhundert. Bei archäologischen Untersuchungen des Areals fand man Siedlungskeramik aus dem 10. und 11. Jahrhundert. Baureste deuten auf eine große Saalkirche, die wahrscheinlich die Königsbefestigung bis in das 13. Jahrhundert überlebte. Der Burgbereich wurde von Steilhängen des Geraufers und bogenförmigen Wällen begrenzt. Etwa 4 Hektar umfassten die zwei Burgbereiche. Die ritterliche Familie war vielleicht für die Obhut des Inventars verantwortlich.

### Frühe Neuzeit
1502 erteilte Papst Alexander VI. der Kirche St. Laurentius einen Ablass, der auf Pergament geschrieben ist und heute im Stadtarchiv aufbewahrt wird. 1508 wurde Gebesee durch den Herzog Georg von Sachsen an das Kloster zu Pforten für 9.000 Gulden verpfändet. Adam Graf von Beichlingen kaufte daraufhin 1518 Gebesee von Herzog Georg. Im Jahr 1532 wurde die Laurentiuskirche durch Steine der Kapelle auf dem Klausberg, die durch Bonifatius erbaut wurde, erweitert. Der erste lutherische Prediger war Nikolaus Ehrich aus Weißensee, welcher durch Bartholomäus Friedrich Graf von Beichlingen im Jahr 1555 bestellt wurde. 1564 wurde Gebesee von der Pest heimgesucht und es starben 331 Einwohner daran. Am 10. Juni 1567 starb Graf Bartholomäus Friedrich von Beichlingen, ohne männliche Erben zu hinterlassen. Er wurde im Gewölbe der Laurentiuskirche beigesetzt. Die Laurentiuskirche erhielt im Jahr 1576 durch Henricus Camenius für 210 Gulden eine Orgel. Die Pest suchte Gebesee im Jahr 1597 erneut heim und es starben 316 Einwohner.
1602 wurde der Gottesacker der Laurentiuskirche vor die Mauer gelegt. Eine Mädchenschule wurde im Jahr 1605 eröffnet. Am 25. August 1616 kam es zu einem Vertrag zwischen der Allerheiligenkirche in Erfurt und ihren hiesigen Confiten. Der Vertrag beinhaltete, dass die Confiten ihr Korn zinsen müssen und dieses in Gebeseer Scheffln gemessen werden sollte. 1630 wurde die Kapelle auf dem Gottesacker fertiggestellt und durch den damaligen Pfarrer Magister Benjamin Dedekind eingeweiht. Am 4. März 1636 lagerte der kaiserliche Generalfeldmarschall Melchior von Hatzfeld auf dem Schloss Gebesee und blieb vier Tage. Dann zog er weiter zum Kurfürsten von Sachsen, um die Schweden in Magdeburg zu belagern. Gebesee soll im Jahre 1638 das Stadtrecht erhalten haben, wurde aber amtlich bis in die 2. Hälfte des 19. Jahrhunderts als Dorf oder Marktflecken bezeichnet. Statt eines Stadtgerichtes gab es im Ort lediglich ein adeliges Patrimonialgericht. Am 20. November 1641 lagerten der Erzherzog Leopold Wilhelm von Österreich und der kaiserliche Feldmarschall Piccolomini fünf Tage auf dem Schloss Gebesee. Beim Abmarsch gingen 20 Häuser in Flammen auf, ebenso die Bonifatiuskirche; diese wurde schwer beschädigt und durch eine Landeskollekte im Jahr 1659 wiederaufgebaut. 1674 plünderten Truppen Metternichs mehrfach Gebesee, als sie in den Krieg gegen die Franzosen zogen. Zum dritten Mal hielt die Pest im Jahr 1682 Einzug in Gebesee. Von 1706 bis 1707 lagerten die Schweden in Gebesee, dies kostete die Gemeine 5.551 Taler und 17 Silbergroschen als Kontributionen. Bei einem Brand am 29. Dezember 1745 kam es zur Zerstörung von 100 Häusern mit sämtlichen Scheunen und Ställen.

### Neuere Geschichte
Gebesee war zunächst Sitz eines eigenen Amtes und gelangte nach Aussterben der Grafen von Beichlingen zum kursächsischen Amt Weißensee. Durch die Beschlüsse des Wiener Kongresses kam Gebesee 1815 zu Preußen und wurde 1816 dem Kreis Weißensee im Regierungsbezirk Erfurt der Provinz Sachsen zugeteilt, zu dem er bis 1944 gehörte. Die letzten Besitzer des Schlosses und Gutes in der Kaiserzeit waren bis 1908/1918 die Herren von den Brincken, vertreten durch den ehemaligen Landrat Baron Lothar von den Brincken (1836–1908), er war auch Geheimer Regierungs-Rat. Das Schloss wurde 1923 von der „Stiftung deutsche Landerziehungsheime“ übernommen.
Nach dem Ersten Weltkrieg kaufte die Siedlungsgesellschaft „Sachsenland“ große Teile des Rittergutes in Gebesee. Zwischen dem Ort und Dachwig entstanden 18 Siedlerstellen mit je 40 bis 60 Morgen Land, welche die Siedlung Gebesee bildeten. Die Siedlungswilligen stammten auch aus Gebieten im Osten, die durch den Versailler Vertrag 1919 Polen zugesprochen worden waren. Einer der aktivsten und erfolgreichsten Siedler war Rudolf Kuntz, Pfarrerssohn aus Bischleben, Naturwissenschaftler und Heimatforscher. Nach seinem Vorbild wurden in der baumarmen Gegend Hecken, Gehölze und Obstplantagen angelegt – es wurde Landschaftspflege betrieben.
Während des Zweiten Weltkriegs mussten mehr als 75 Kriegsgefangene sowie Frauen und Männer aus der Sowjetunion, Frankreich und Polen Zwangsarbeit in der Landwirtschaft in Gebesee verrichten. Außerdem waren Kriegsgefangene im Einsatz: das Kommando 22 mit 52 französischen Kriegsgefangenen, welches bis 1943 bestand.
In der Aktion Gitter im Sommer 1944 wurde Hermann Schlegel (Jg. 1879) in das KZ Buchenwald eingewiesen und am 16. September 1944 wieder entlassen.
Am 9. April 1945 erreichten die ersten Einheiten der 12. US-amerikanischen Armee die Ortsgrenze von Gebesee. Hier wurden sie in Kämpfe mit einem kleinen versprengten Trupp der deutschen Wehrmacht (Stärke 8 Soldaten) verwickelt, der sich hier verschanzt hatte. Spätestens am Vormittag des 10. April konnte der Widerstand gebrochen und die restlichen Soldaten festgenommen werden. Am 11. April wurde die Befreiung der Region Gebesee und der Stadt selbst offiziell verkündet. Zum gleichen Datum war die Befreiung des Konzentrationslagers Buchenwald erfolgt. Der Stab der VIII. US-Armee richtete sein Hauptquartier in Weimar ein. Der Oberkommandierende befahl am 1. Juli, wie bereits in den Abstimmungen zwischen Alliierten Streitkräften 1944 festgelegt war, dass alle US-amerikanischen Einheiten bis zum 3. Juli den Thüringer Raum zu verlassen haben und die Übergabe an die 8. Gardearmee der Sowjetunion unter General Wassili Iwanowitsch Tschuikow zu erfolgen hat. Dieser Wechsel erfolgte reibungslos. Er wurde zum Chef der Sowjetischen Militäradministration für Thüringen (SMAT) ernannt.

### Einwohnerentwicklung
Entwicklung der Einwohnerzahl:
- 1994: 2.250
- 1995: 2.257
- 1996: 2.348
- 1997: 2.285
- 1998: 2.375
- 1999: 2.414
- 2000: 2.391
- 2001: 2.354
- 2002: 2.341
- 2003: 2.314
- 2004: 2.332
- 2005: 2.319
- 2006: 2.259
- 2007: 2.265
- 2008: 2.222
- 2009: 2.189
- 2010: 2.161
- 2011: 2.154
- 2012: 2.105
- 2013: 2.128
- 2014: 2.111
- 2015: 2.109
- 2016: 2.135
- 2017: 2.129
- 2018: 2.141
- 2019: 2.116
- 2020: 2.118
- 2021: 2.105
- 2022: 2.168

Datenquelle: Thüringer Landesamt für Statistik

## Politik

### Bürgermeister
- von 1832 bis 1844 Herr Güntzel
- von 1844 bis 1862 Herr Müller
- von 1862 bis 1909 Oswald Voigt
- von 1909 bis 1912 Karl Voigt (Sohn von Oskar Voigt)
- von 1912 bis Nov. 1918 August Discher (legte nach Aufforderung des örtlichen Arbeiter- und Soldatenrat das Amt nieder)
- vom 26. Nov. 1918 bis (??) Hugo Abendroth

### Stadtrat
Die Kommunalwahlen seit 1994 führten zu folgenden Ergebnissen:

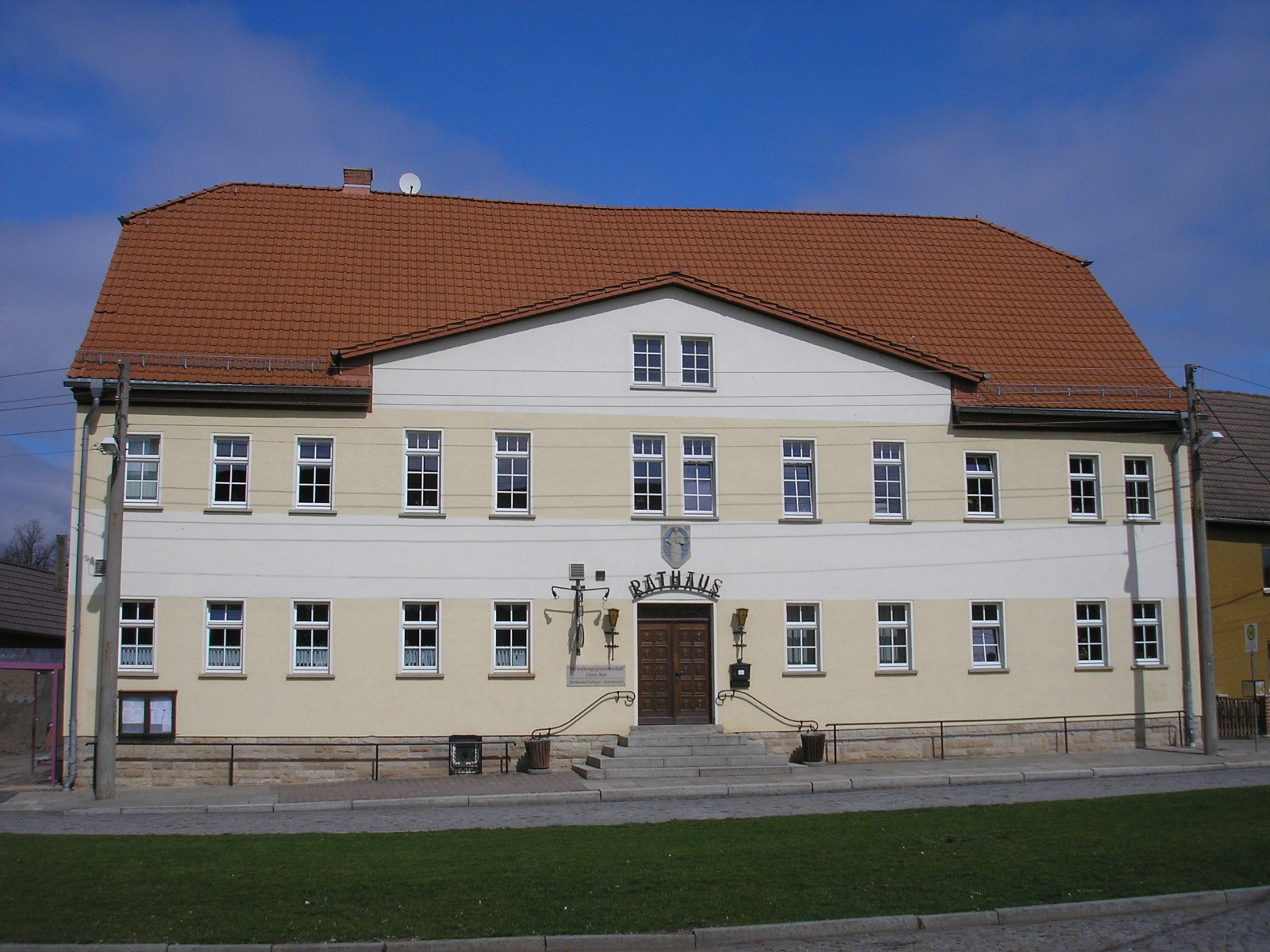
Rathaus

| Parteien und Wählergemeinschaften | Parteien und Wählergemeinschaften                           | % 2014 | Sitze 2014 | % 2009 | Sitze 2009 | % 2004 | Sitze 2004 | % 1999 | Sitze 1999 | % 1994 | Sitze 1994 | Kommunalwahl 2014 %50403020100 49,1 %27,3 %23,6 % FDPLinkeCDUGewinne und Verlusteim Vergleich zu 2009 %p 8 6 4 2 0 −2 −4 −6 −8−10−12−14−16−14,4 %p+7,9 %p+6,5 %pFDPLinkeCDU |
| FDP (bis 1999: F.D.P.)            | Freie Demokratische Partei                                  | 49,1   | 7          | 63,5   | 9          | 58,6   | 8          | 50,5   | 8          | 49,1   | 6          | Kommunalwahl 2014 %50403020100 49,1 %27,3 %23,6 % FDPLinkeCDUGewinne und Verlusteim Vergleich zu 2009 %p 8 6 4 2 0 −2 −4 −6 −8−10−12−14−16−14,4 %p+7,9 %p+6,5 %pFDPLinkeCDU |
| DIE LINKE (bis 2004: PDS)         | Die Linke (bis 2004: Partei des Demokratischen Sozialismus) | 27,3   | 4          | 19,4   | 3          | 20,6   | 3          | 3,5    | 1          | —      | —          | Kommunalwahl 2014 %50403020100 49,1 %27,3 %23,6 % FDPLinkeCDUGewinne und Verlusteim Vergleich zu 2009 %p 8 6 4 2 0 −2 −4 −6 −8−10−12−14−16−14,4 %p+7,9 %p+6,5 %pFDPLinkeCDU |
| CDU                               | Christlich Demokratische Union Deutschlands 0               | 23,6   | 3          | 17,1   | 2          | 20,7   | 3          | 35,9   | 5          | 50,9   | 8          | Kommunalwahl 2014 %50403020100 49,1 %27,3 %23,6 % FDPLinkeCDUGewinne und Verlusteim Vergleich zu 2009 %p 8 6 4 2 0 −2 −4 −6 −8−10−12−14−16−14,4 %p+7,9 %p+6,5 %pFDPLinkeCDU |
| Gesamt                            | Gesamt                                                      | 100    | 14         | 100    | 14         | 100    | 14         | 100    | 14         | 100    | 14         | Kommunalwahl 2014 %50403020100 49,1 %27,3 %23,6 % FDPLinkeCDUGewinne und Verlusteim Vergleich zu 2009 %p 8 6 4 2 0 −2 −4 −6 −8−10−12−14−16−14,4 %p+7,9 %p+6,5 %pFDPLinkeCDU |
| Wahlbeteiligung                   | Wahlbeteiligung                                             | 47,7 % | 47,7 %     | 51,6 % | 51,6 %     | 54,2 % | 54,2 %     | 55,2 % | 55,2 %     | 69,3 % | 69,3 %     | Kommunalwahl 2014 %50403020100 49,1 %27,3 %23,6 % FDPLinkeCDUGewinne und Verlusteim Vergleich zu 2009 %p 8 6 4 2 0 −2 −4 −6 −8−10−12−14−16−14,4 %p+7,9 %p+6,5 %pFDPLinkeCDU |

### Wappen
Blasonierung: „In Blau ein Heiliger im goldenen Gewand, einen Rost in der Rechten und ein Buch in der Linken haltend.“
Historisches Wappen
Das Wappen wurde am 21. Dezember 1939 durch den Oberpräsidenten der Provinz Sachsen verliehen.
Blasonierung: „Gespalten; vorn in Gold ein halber, rot bewehrter schwarzer Adler am Spalt, hinten in Rot drei silberne Sparren.“
Das Wappen wurde von dem Magdeburger Staatsarchivrat Otto Korn gestaltet.

### Partnerschaft
Gebesee pflegt eine Partnerschaft zur Großgemeinde Haßloch in Rheinland-Pfalz.

## Kultur und Sehenswürdigkeiten

### Bauwerke
Die Kirche St. Katharina entstand im 14. Jahrhundert, die Kirche St. Laurentius im 15. Jahrhundert.
Tretenburg

Die Tretenburg ist eine stark verschliffene Wallanlage bei Gebesee. Der ca. 2 km westlich des Zusammenflusses von Gera und Unstrut gelegene Hügel ist einer der denkwürdigsten Plätze der thüringischen Geschichte.
Klosterhof und königliche Reisestation

Auf dem Klausberg bei Gebesee wurde einst Mitte des 10. Jh. eine mittelalterliche Siedlung mit Haupt- und Vorburg sowie einem umgebenden Wassergraben angelegt. Heute gehört die Fläche zum Forst.
Schloss Gebesee
Zu den erhalten gebliebenen Sehenswürdigkeiten des Ortes gehört das Schloss Gebesee.

## Wirtschaft und Infrastruktur
Gebesee bietet durch seine Lage im Thüringer Becken eine günstige Grundlage für die Landwirtschaft. Die Agrargenossenschaft nimmt dadurch einen wesentlichen wirtschaftlichen Anteil ein. Des Weiteren verfügt Gebesee über die Etikettenfabrik All4Lables und die Großbäckerei MEGGLE Bakery. Hinzu kommen etliche kleine und mittelständische Unternehmen sowie viele Handelsunternehmen. In vielen Konsumbereichen ist Gebesee Anlaufpunkt für Orte der Umgebung. Dies wird u. a. auch durch ein Einkaufszentrum begünstigt.

### Verkehr
Der Bahnhof Ringleben-Gebesee liegt an der Bahnstrecke Wolkramshausen–Erfurt in der Gemeinde Ringleben. Gebesee selbst besitzt keinen Anschluss an das Bahnnetz. Hier hält der Regional-Express und die Regional-Bahn von Nordhausen nach Erfurt. Die Landeshauptstadt ist in 17 Minuten zu erreichen.
Gebesee ist durch die Bundesstraße 4 an das Fernstraßennetz angebunden. Hinzu kommen einige abzweigende Landstraßen, z. B. nach Ringleben und Schwerstedt. Die nächste Autobahnauffahrt befindet sich in Erfurt-Gispersleben auf die A 71.
Durch Gebesee führen der Gera-Radweg und – obwohl nicht an diesem Fluss gelegen – der Unstrut-Radweg. Zwischen Gebesee und Ringleben sind beide Wege identisch. Ab Ringleben führt der „Unstrut“-Radwanderweg weiter über Haßleben, Werningshausen und Wundersleben, wo er tatsächlich wieder auf die Unstrut trifft.

### Schulen und Bildungseinrichtungen
- Staatliche Grundschule Gebesee
- Staatliches Gymnasium Oskar Gründler
- Bildungs- und Erziehungseinrichtung der „Schloss Gebesee GmbH“ im Schloss Gebesee
- Berufsschule Schloss Gebesee (privat. Trägerschaft BS SG gGmbH)
- Das Internat Schloss Gebesee war von 1923 bis zur Auflösung 1951 eine Hermann-Lietz-Schule. Heute wird es wieder als Reformschule geführt.
- Stadtbibliothek Gebesee

## Persönlichkeiten
- Nicolaus Weißbeck (17. Jahrhundert), Komponist
- Carl von Oldershausen (1916-1884), Oberbürgermeister von Erfurt
- Egon von den Brincken (1835-1906), Jurist, Diplomat
- Ferdinand Schmidt (* 1849 in Gebesee; † 1931): Architekt, arbeitete als Vorsitzender für den „Erfurter Spar- und Bauverein“ und entwarf viele bekannte repräsentative Geschäftshäuser in Erfurt. Stadtverordneter und Stadtrat
- Oskar Gründler (1876–1947), Lehrer und Regionalhistoriker
- Edmund Weber (* 1897 in Gebesee; † 1970 in Wanne-Eickel), Politiker, Oberbürgermeister von Wanne-Eickel
- Johanna Lüttge (* 20. März 1936 in Gebesee; † 14. November 2022), Leichtathletin und Olympiamedaillengewinnerin
- Anna-Maria Meussling geb. Steiger (* 1942 in Gebesee), Restauratorin
- Arthur Ferdinand August Mülverstedt (* 30. Juni 1894 in Gebesee; † 10. August 1941 bei Luga), Generalleutnant der Polizei und SS-Gruppenführer zur Zeit des Nationalsozialismus
- Ingrid Friese (* 20. September 1952), Politikerin (SPD), Mitglied des Landtags von Brandenburg
- Maria Ehrich (* 26. Februar 1993), Schauspielerin